# Michail Sergejewitsch Bojarski

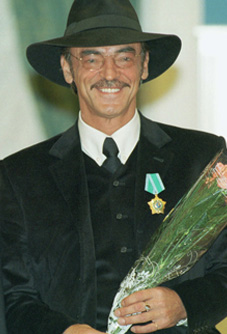
Michail Bojarski bei der Preisverleihung (Orden der Freundschaft).

Michail Sergejewitsch Bojarski (russisch Михаи́л Серге́евич Боя́рский; * 26. Dezember 1949 in Leningrad) ist ein russischer Schauspieler, Sänger und TV-Moderator. 1990 wurde er als Volkskünstler der RSFSR ausgezeichnet.

## Leben
Bereits seine Eltern waren Schauspieler, ebenso seine Onkel Alexei (1912–1966) und Nikolai Bojarski (1922–1988) sowie sein älterer Bruder Alexander (1938–1980). Bojarski lernte Klavier in einer Musikschule, danach studierte er in Leningrad an der Akademie des Theaters, die er 1972 abschloss. Dann arbeitete er am Lensowjet-Theater. Eine seiner ersten Rollen war der Student in Dostojewskis „Schuld und Sühne“. Durch eine Hauptrolle als Trobadour (in Gennadi Igorewitsch Gladkows Musical „Trobadour und seine Freunde“) wurde Bojarski bekannt. Die Rolle der Prinzessin spielte Larisa Luppian, die später Bojarskis Frau wurde. Im Kino waren Bojarskijs Debütfilme „Мосты“ (Brücken, 1974) und „Соломенная шляпка“ (Strohhut, 1974). Eine der bekanntesten Rollen Bojarskis ist d’Artagnan in „D’Artagnan und die drei Musketiere“. Als Sänger hat Bojarski in seinem Repertoire über 500 Songs.
Bojarski wohnt in Sankt Petersburg. Er ist ein Unterstützer der Monarchie.
Bojarski ist verheiratet und hat zwei Kinder. Seine Tochter Jelisaweta ist ebenfalls Schauspielerin.